# Kennis Music
Kennis Music is een Nigeriaans platenlabel, dat gespecialiseerd is in R&B, popmuziek, (Afrikaanse) hiphop en rap. Het werd in 1998 opgericht door de populaire radio-diskjockey Kenny Ogungbe. De slogan van het label is "Africa's no. 1 Record Label". Op het label is muziek uitgekomen van onder meer Sir Shena Peters, Eedris Abdulkareem, Tony Tetuila, Bola Abimbola en 2face.